# Basket Liga Kobiet 2015/2016
Tauron Basket Liga Kobiet (2015/2016) – sezon najwyżej klasy rozgrywkowej w kobiecej koszykówce w Polsce, jest trzecim po reformie i przejęciu rozgrywek przez Polski Związek Koszykówki.
W rozgrywkach brało udział 12 drużyn. Tytuł mistrzowski obroniła Wisła Can-Pack Kraków. Z 1. ligi awansowały MUKS Poznań oraz Zagłębie Sosnowiec.

## System rozgrywek
Rozgrywki składają się z 2 etapów:
- runda zasadnicza – mecze odbywają się systemem kołowym. Drużyny, które zajmą miejsca 1-8 będą uczestniczyć w drugim etapie w rywalizacji o miejsca 1-8, pozostałe w walce o utrzymanie.
- etap 2 (play-off):
  - I runda – mecze ćwierćfinałowe odbędą się w systemie 1-8, 2-7, 3-6 oraz 4-5 (do dwóch zwycięstw). Zwycięskie zespoły zagrają w II rundzie, natomiast przegrane odpadną z dalszej rywalizacji.
  - II runda – półfinały w parach 1-4 oraz 2-3. Przegrane zagrają w spotkaniach o 3. miejsce, natomiast zespoły wygrane w meczu finałowym.
  - II runda:
    - o 3. miejsce (do dwóch zwycięstw)
    - finał (do trzech zwycięstw). Zwycięzca uzyska tytuł mistrza Polski.
- etap 2 (o utrzymanie) – pierwotnie zespoły z miejsc 9-12 miały rozegrać mecze systemem mecz-rewanż, jednakże MUKS Poznań wycofał się z rozgrywek z powodu problemów finansowych, a pozostałe kluby zgodziły się na wniosek, by wyniki z rundy zasadniczej uznać za końcowe[3].

## Zespoły
| Drużyna                            | Nazwa hali                                 | Adres hali                            |
| ---------------------------------- | ------------------------------------------ | ------------------------------------- |
| Artego Bydgoszcz                   | Artego Arena                               | ul. Toruńska 59, 85-023 Bydgoszcz     |
| MUKS Poznań                        | ARENA                                      | ul. Wyspiańskiego 33, 60-751 Poznań   |
| MKS Polkowice                      | Hala sportowa – Polkowice                  | ul. Dąbrowskiego 1a, 59-100 Polkowice |
| Energa Toruń                       | Arena Toruń                                | ul. gen. Józefa Bema 73-89, Toruń     |
| KSSSE AZS PWSZ Gorzów Wielkopolski | Hala PWSZ w Gorzowie Wielkopolskim         | ul. Chopina 52, 66-400 Gorzów Wlkp.   |
| Zagłębie Sosnowiec                 | Hala Widowiskowo-Sportowa MOSiR w Sosnowcu | ul. Żeromskiego 9, 41-200 Sosnowiec   |
| Basket Gdynia                      | Gdyńskie Centrum Sportu                    | ul. Olimpijska 5, 81-538 Gdynia       |
| Widzew Łódź                        | Hala Parkowa – MOSiR Łódź                  | ul. Małachowskiego 5/7, 90-160 Łódź   |
| Wisła Can-Pack Kraków              | Hala „TS Wisła”                            | ul. Reymonta 22, 30-059 Kraków        |
| Pszczółka AZS UMCS Lublin          | Hala MOSiR                                 | al. Zygmuntowskie 4, 20-011 Lublin    |
| Ślęza Wrocław                      | Sala Wielofunkcyjna AWF                    | ul. Paderewskiego 35, 51-612 Wrocław  |
| MKK Siedlce                        | OSiR                                       | ul. B. Prusa 6, 08-110 Siedlce        |

## Rozgrywki

### Etap 1. – runda zasadnicza

#### Tabela
awans do 2. etapu (rywalizacja o miejsca 1-8)

     zakończenie rozgrywek

     spadek do I ligi
| Lp. | Drużyna                            | M  | Mecze | Mecze | Punkty | Punkty | Punkty | Punkty   | Pkt |
| Lp. | Drużyna                            | M  | W     | P     | +      | -      | +/-    | Stosunek | Pkt |
| --- | ---------------------------------- | -- | ----- | ----- | ------ | ------ | ------ | -------- | --- |
| 1.  | Artego Bydgoszcz                   | 22 | 18    | 4     | 1721   | 1270   | +451   | 1,3551   | 40  |
| 2.  | Wisła Can-Pack Kraków              | 22 | 18    | 4     | 1656   | 1348   | +308   | 1,2285   | 40  |
| 3.  | Ślęza Wrocław                      | 22 | 17    | 5     | 1681   | 1427   | +254   | +1,1780  | 39  |
| 4.  | MKS Polkowice                      | 22 | 17    | 5     | 1455   | 1337   | +118   | 1,0883   | 39  |
| 5.  | Basket 90 Gdynia                   | 22 | 14    | 8     | 1562   | 1563   | -1     | 0,9994   | 36  |
| 6.  | Pszczółka AZS UMCS Lublin          | 22 | 12    | 10    | 1485   | 1400   | +85    | +1,0607  | 34  |
| 7.  | Energa Toruń                       | 22 | 9     | 13    | 1507   | 1491   | +16    | 1,0107   | 31  |
| 8.  | JAS-FBG Zagłębie Sosnowiec         | 22 | 7     | 15    | 1333   | 1445   | -112   | 0,9225   | 29  |
| 9.  | Widzew Łódź                        | 22 | 6     | 16    | 1358   | 1603   | -245   | 0,8472   | 28  |
| 10. | KSSSE AZS PWSZ Gorzów Wielkopolski | 22 | 6     | 16    | 1290   | 1491   | -201   | 0,8652   | 28  |
| 11. | MKK Siedlce                        | 22 | 5     | 17    | 1446   | 1748   | -302   | 0,8272   | 27  |
| 12. | JTC Pomarańczarnia MUKS Poznań     | 22 | 3     | 19    | 1266   | 1637   | -371   | 0,7734   | 25  |

#### Wyniki
| Gospodarz/Gość                     | BYD    | GDY   | GOR   | KRA   | LUB   | ŁÓD    | POL   | POZ   | SID   | SOS   | TOR   | WRO   |
| ---------------------------------- | ------ | ----- | ----- | ----- | ----- | ------ | ----- | ----- | ----- | ----- | ----- | ----- |
| Artego Bydgoszcz                   |        | 82:67 | 72:55 | 63:66 | 76:46 | 85:53  | 80:44 | 96:53 | 80:42 | 72:63 | 84:49 | 84:49 |
| Basket Gdynia                      | 54:87  |       | 69:59 | 87:78 | 69:56 | 82:79  | 80:90 | 62:47 | 88:83 | 71:62 | 76:74 | 63:76 |
| KSSSE AZS PWSZ Gorzów Wielkopolski | 65:71  | 61:68 |       | 44:64 | 67:61 | 54:52  | 54:52 | 58:47 | 56:49 | 58:55 | 45:67 | 43:72 |
| Wisła Can-Pack Kraków              | 62:77  | 84:49 | 79:65 |       | 74:57 | 81:57  | 79:53 | 66:52 | 93:57 | 87:67 | 86:64 | 87:51 |
| Pszczółka AZS UMCS Lublin          | 47:56  | 72:54 | 69:66 | 44:50 |       | 79:56  | 66:67 | 53:70 | 82:42 | 68:48 | 75:74 | 88:83 |
| Widzew Łódź                        | 54:74  | 59:99 | 71:62 | 68:69 | 75:92 |        | 42:51 | 62:61 | 68:62 | 47:79 | 63:66 | 51:70 |
| MKS Polkowice                      | 67:62  | 59:45 | 75:56 | 57:51 | 48:62 | 69:62  |       | 81:48 | 95:61 | 70:41 | 54:47 | 65:62 |
| MUKS Poznań                        | 52:84  | 78:79 | 75:69 | 50:77 | 68:90 | 49:71  | 74:81 |       | 67:74 | 57:65 | 38:84 | 48:87 |
| MKK Siedlce                        | 66:118 | 77:91 | 80:59 | 68:80 | 63:80 | 78:80  | 78:77 | 64:70 |       | 81:73 | 71:66 | 65:93 |
| Zagłębie Sosnowiec                 | 44:70  | 60:66 | 79:60 | 67:75 | 65:61 | 60:79  | 45:54 | 68:55 | 63:56 |       | 57:53 | 62:64 |
| Energa Toruń                       | 83:81  | 69:78 | 71:79 | 64:87 | 49:58 | 80:61  | 67:75 | 79:56 | 95:68 | 54:46 |       | 72:75 |
| Ślęza Wrocław                      | 89:67  | 71:65 | 78:47 | 87:81 | 80:79 | 101:48 | 67:56 | 87:51 | 74:61 | 87:64 | 78:80 |       |

Stan po zakończeniu rundy zasadniczej. Źródło:

#### Nagrody
- Najlepszy trener sezonu zasadniczego: Tomasz Herkt[5]
- Najlepsza piątka sezonu zasadniczego: Sharnee Zoll, Angelika Stankiewicz, Agnieszka Bibrzycka, Justyna Żurowska-Cegielska, Amisha Carter[6]
- Najbardziej wartościowa zawodniczka sezonu zasadniczego: Amisha Carter[7]

### Etap 2. – play-off

#### Ćwierćfinały

##### Artego Bydgoszcz – Zagłębie Sosnowiec
| 30 marca 2016 18:00 | Raport | Artego Bydgoszcz 80 – 44 JAS-FBG Zagłębie Sosnowiec                           | Artego Bydgoszcz 80 – 44 JAS-FBG Zagłębie Sosnowiec | Artego Bydgoszcz 80 – 44 JAS-FBG Zagłębie Sosnowiec                    |  | Bydgoszcz Sędziowie: - Łukasz Andrzejewski - Bartosz Puzoń - Jolanta Mikulska |
| 30 marca 2016 18:00 | Raport | Rezultaty w kwartach: 22:17, 22:6, 19:11, 17:10                               |                                                     |                                                                        |  | Bydgoszcz Sędziowie: - Łukasz Andrzejewski - Bartosz Puzoń - Jolanta Mikulska |
| 30 marca 2016 18:00 | Raport | Pkt: Elżbieta Międzik 19 Zb: Darxia Morris, Martyna Koc 8 As: Julie McBride 8 |                                                     | Pkt: Aishah Sutherland 13 Zb: Shannon McCallum 5 As: Naketia Swanier 6 |  | Bydgoszcz Sędziowie: - Łukasz Andrzejewski - Bartosz Puzoń - Jolanta Mikulska |

| 2 kwietnia 2016 17:00 | Raport | JAS-FBG Zagłębie Sosnowiec 52 – 79 Artego Bydgoszcz                   | JAS-FBG Zagłębie Sosnowiec 52 – 79 Artego Bydgoszcz | JAS-FBG Zagłębie Sosnowiec 52 – 79 Artego Bydgoszcz            |  | Sosnowiec Sędziowie: - Mariusz Nawrocki - Karol Nowak - Karina Kamińska |
| 2 kwietnia 2016 17:00 | Raport | Rezultaty w kwartach: 8:18, 16:20, 18:22, 10:19                       |                                                     |                                                                |  | Sosnowiec Sędziowie: - Mariusz Nawrocki - Karol Nowak - Karina Kamińska |
| 2 kwietnia 2016 17:00 | Raport | Pkt: Naketia Swanier 16 Zb: Shannon McCallum 6 As: Shannon McCallum 5 |                                                     | Pkt: Amisha Carter 18 Zb: Amisha Carter 11 As: Julie McBride 6 |  | Sosnowiec Sędziowie: - Mariusz Nawrocki - Karol Nowak - Karina Kamińska |
| 2 kwietnia 2016 17:00 | Raport | Artego wygrało serię 2:0                                              |                                                     |                                                                |  | Sosnowiec Sędziowie: - Mariusz Nawrocki - Karol Nowak - Karina Kamińska |

##### Wisła Can-Pack Kraków – Katarzynki Toruń
| 30 marca 2016 19:00 | Raport | Wisła Can-Pack Kraków 62 – 58 Energa Toruń                             | Wisła Can-Pack Kraków 62 – 58 Energa Toruń | Wisła Can-Pack Kraków 62 – 58 Energa Toruń                 |  | Kraków Sędziowie: - Dariusz Włodkowski - Mariusz Adameczek - Paweł Białas |
| 30 marca 2016 19:00 | Raport | Rezultaty w kwartach: 14:12, 14:13, 15:11, 19:22                       |                                            |                                                            |  | Kraków Sędziowie: - Dariusz Włodkowski - Mariusz Adameczek - Paweł Białas |
| 30 marca 2016 19:00 | Raport | Pkt: Denesha Stallworth 14 Zb: Laura Nicholls 12 As: Cristina Ouviña 6 |                                            | Pkt: Matee Ajavon 23 Zb: Matee Ajavon 9 As: Renee Taylor 6 |  | Kraków Sędziowie: - Dariusz Włodkowski - Mariusz Adameczek - Paweł Białas |

| 2 kwietnia 2016 18:00 | Raport | Energa Toruń 72 – 88 Wisła Can-Pack Kraków                 | Energa Toruń 72 – 88 Wisła Can-Pack Kraków | Energa Toruń 72 – 88 Wisła Can-Pack Kraków                            |  | Toruń Sędziowie: - Piotr Pastusiak - Damian Ottenburger - Ewa Matuszewska |
| 2 kwietnia 2016 18:00 | Raport | Rezultaty w kwartach: 15:21, 20:28, 20:21, 17:18           |                                            |                                                                       |  | Toruń Sędziowie: - Piotr Pastusiak - Damian Ottenburger - Ewa Matuszewska |
| 2 kwietnia 2016 18:00 | Raport | Pkt: Matee Ajavon 22 Zb: Matee Ajavon 6 As: Matee Ajavon 7 |                                            | Pkt: Denesha Stallworth 21 Zb: Laura Nicholls 7 As: Cristina Ouviña 8 |  | Toruń Sędziowie: - Piotr Pastusiak - Damian Ottenburger - Ewa Matuszewska |
| 2 kwietnia 2016 18:00 | Raport | Wisła Kraków wygrała serię 2:0                             |                                            |                                                                       |  | Toruń Sędziowie: - Piotr Pastusiak - Damian Ottenburger - Ewa Matuszewska |

##### Ślęza Wrocław – Pszczółka AZS UMCS Lublin
| 30 marca 2016 18:30 | Raport | Ślęza Wrocław 72 – 61 Pszczółka AZS UMCS Lublin                     | Ślęza Wrocław 72 – 61 Pszczółka AZS UMCS Lublin | Ślęza Wrocław 72 – 61 Pszczółka AZS UMCS Lublin                            |  | Wrocław Sędziowie: - Marcin Koralewski - Cezary Nowicki - Radosław Szagun |
| 30 marca 2016 18:30 | Raport | Rezultaty w kwartach: 22:15, 15:13, 21:17, 14:16                    |                                                 |                                                                            |  | Wrocław Sędziowie: - Marcin Koralewski - Cezary Nowicki - Radosław Szagun |
| 30 marca 2016 18:30 | Raport | Pkt: Sharnee Zoll 17 Zb: Magdalena Leciejewska 6 As: Sharnee Zoll 9 |                                                 | Pkt: Dominika Owczarzak 15 Zb: Trzy zawodniczki 5 As: Dominika Owczarzak 3 |  | Wrocław Sędziowie: - Marcin Koralewski - Cezary Nowicki - Radosław Szagun |

| 3 kwietnia 2016 17:00 | Raport | Pszczółka AZS UMCS Lublin 53 – 67 Ślęza Wrocław                         | Pszczółka AZS UMCS Lublin 53 – 67 Ślęza Wrocław | Pszczółka AZS UMCS Lublin 53 – 67 Ślęza Wrocław                               |  | Lublin Sędziowie: - Adam Wierzman - Tomasz Trybalski - Michał Sosin |
| 3 kwietnia 2016 17:00 | Raport | Rezultaty w kwartach: 14:17, 14:14, 10:22, 15:14                        |                                                 |                                                                               |  | Lublin Sędziowie: - Adam Wierzman - Tomasz Trybalski - Michał Sosin |
| 3 kwietnia 2016 17:00 | Raport | Pkt: Drey Mingo 13 Zb: Kateryna Dorogobuzowa 7 As: Dominika Owczarzak 4 |                                                 | Pkt: Sharnee Zoll 15 Zb: Chay Shegog 10 As: Sharnee Zoll, Agnieszka Śnieżek 4 |  | Lublin Sędziowie: - Adam Wierzman - Tomasz Trybalski - Michał Sosin |
| 3 kwietnia 2016 17:00 | Raport | Ślęza wygrała serię 2:0                                                 |                                                 |                                                                               |  | Lublin Sędziowie: - Adam Wierzman - Tomasz Trybalski - Michał Sosin |

##### MKS Polkowice – Basket 90 Gdynia
| 30 marca 2016 17:45 | Raport | MKS Polkowice 64 – 47 Basket 90 Gdynia                                                      | MKS Polkowice 64 – 47 Basket 90 Gdynia | MKS Polkowice 64 – 47 Basket 90 Gdynia                         |  | Polkowice Sędziowie: - Dariusz Szczerba - Sławomir Moszakowski - Michał Chrakowiecki |
| 30 marca 2016 17:45 | Raport | Rezultaty w kwartach: 19:18, 14:5, 14:12, 17:12                                             |                                        |                                                                |  | Polkowice Sędziowie: - Dariusz Szczerba - Sławomir Moszakowski - Michał Chrakowiecki |
| 30 marca 2016 17:45 | Raport | Pkt: Angelika Stankiewicz 15 Zb: Nicole Michael, Nikki Greene 10 As: Angelika Stankiewicz 3 |                                        | Pkt: Aneta Kotnis 10 Zb: Paris Johnson 7 As: Jelena Škerović 6 |  | Polkowice Sędziowie: - Dariusz Szczerba - Sławomir Moszakowski - Michał Chrakowiecki |

| 2 kwietnia 2016 20:00 | Raport | Basket 90 Gdynia 68 – 70 MKS Polkowice                                         | Basket 90 Gdynia 68 – 70 MKS Polkowice | Basket 90 Gdynia 68 – 70 MKS Polkowice                     |  | Gdynia Sędziowie: - Robert Zieliński - Tomasz Tomaszewski - Paulina Gajdosz |
| 2 kwietnia 2016 20:00 | Raport | Rezultaty w kwartach: 19:21, 13:20, 22:12, 14:17                               |                                        |                                                            |  | Gdynia Sędziowie: - Robert Zieliński - Tomasz Tomaszewski - Paulina Gajdosz |
| 2 kwietnia 2016 20:00 | Raport | Pkt: Ashley Shields 14 Zb: Aneta Kotnis, Paris Johnson 6 As: Jelena Škerović 9 |                                        | Pkt: Nikki Greene 18 Zb: Nikki Greene 10 As: Corin Adams 5 |  | Gdynia Sędziowie: - Robert Zieliński - Tomasz Tomaszewski - Paulina Gajdosz |
| 2 kwietnia 2016 20:00 | Raport | MKS Polkowice wygrało serię 2:0                                                |                                        |                                                            |  | Gdynia Sędziowie: - Robert Zieliński - Tomasz Tomaszewski - Paulina Gajdosz |

#### Półfinały

##### Artego Bydgoszcz – MKS Polkowice
| 16 kwietnia 2016 17:00 | Raport | Artego Bydgoszcz 73 – 42 MKS Polkowice                         | Artego Bydgoszcz 73 – 42 MKS Polkowice | Artego Bydgoszcz 73 – 42 MKS Polkowice                                      |  | Bydgoszcz Sędziowie: - Mariusz Nawrocki - Tomasz Trybalski - Ewa Matuszewska |
| 16 kwietnia 2016 17:00 | Raport | Rezultaty w kwartach: 16:9, 20:12, 10:8, 27:13                 |                                        |                                                                             |  | Bydgoszcz Sędziowie: - Mariusz Nawrocki - Tomasz Trybalski - Ewa Matuszewska |
| 16 kwietnia 2016 17:00 | Raport | Pkt: Darxia Morris 13 Zb: Amisha Carter 12 As: Julie McBride 5 |                                        | Pkt: Angelika Stankiewicz 11 Zb: Agnieszka Majewska 6 As: Roksana Schmidt 3 |  | Bydgoszcz Sędziowie: - Mariusz Nawrocki - Tomasz Trybalski - Ewa Matuszewska |

| 17 kwietnia 2016 17:00 | Raport | Artego Bydgoszcz 85 – 60 MKS Polkowice                                     | Artego Bydgoszcz 85 – 60 MKS Polkowice | Artego Bydgoszcz 85 – 60 MKS Polkowice                           |  | Bydgoszcz Sędziowie: - Tomasz Tomaszewski - Jakub Pietrzak - Paulina Gajdosz |
| 17 kwietnia 2016 17:00 | Raport | Rezultaty w kwartach: 19:20, 28:15, 25:12, 13:13                           |                                        |                                                                  |  | Bydgoszcz Sędziowie: - Tomasz Tomaszewski - Jakub Pietrzak - Paulina Gajdosz |
| 17 kwietnia 2016 17:00 | Raport | Pkt: Darxia Morris 20 Zb: Amisha Carter, Martyna Koc 8 As: Julie McBride 8 |                                        | Pkt: Nicole Michael 12 Zb: Nikki Greene 11 As: Roksana Schmidt 3 |  | Bydgoszcz Sędziowie: - Tomasz Tomaszewski - Jakub Pietrzak - Paulina Gajdosz |

| 20 kwietnia 2016 17:45 | Raport | MKS Polkowice 46 – 66 Artego Bydgoszcz                                                 | MKS Polkowice 46 – 66 Artego Bydgoszcz | MKS Polkowice 46 – 66 Artego Bydgoszcz                         |  | Polkowice Sędziowie: - Robert Mordal - Jan Piróg - Łukasz Jankowski |
| 20 kwietnia 2016 17:45 | Raport | Rezultaty w kwartach: 16:18, 17:21, 4:13, 9:14                                         |                                        |                                                                |  | Polkowice Sędziowie: - Robert Mordal - Jan Piróg - Łukasz Jankowski |
| 20 kwietnia 2016 17:45 | Raport | Pkt: Nikki Greene 11 Zb: Nikki Greene, Agnieszka Majewska 7 As: Angelika Stankiewicz 4 |                                        | Pkt: Amisha Carter 16 Zb: Amisha Carter 14 As: Julie McBride 5 |  | Polkowice Sędziowie: - Robert Mordal - Jan Piróg - Łukasz Jankowski |
| 20 kwietnia 2016 17:45 | Raport | Artego wygrało serię 3:0 i awansowało do finału                                        |                                        |                                                                |  | Polkowice Sędziowie: - Robert Mordal - Jan Piróg - Łukasz Jankowski |

##### Wisła Can-Pack Kraków – Ślęza Wrocław
| 16 kwietnia 2016 17:00 | Raport | Wisła Can-Pack Kraków 65 – 63 Ślęza Wrocław                                | Wisła Can-Pack Kraków 65 – 63 Ślęza Wrocław | Wisła Can-Pack Kraków 65 – 63 Ślęza Wrocław                                                   |  | Kraków Sędziowie: - Marcin Koralewski - Cezary Nowicki - Jolanta Mikulska |
| 16 kwietnia 2016 17:00 | Raport | Rezultaty w kwartach: 17:19, 21:18, 15:6, 12:20                            |                                             |                                                                                               |  | Kraków Sędziowie: - Marcin Koralewski - Cezary Nowicki - Jolanta Mikulska |
| 16 kwietnia 2016 17:00 | Raport | Pkt: Yvonne Turner 22 Zb: Justyna Żurowska-Cegielska 7 As: Yvonne Turner 5 |                                             | Pkt: Chay Shegog, Marissa Kastanek 12 Zb: Chay Shegog, Agnieszka Śnieżek 6 As: Sharnee Zoll 9 |  | Kraków Sędziowie: - Marcin Koralewski - Cezary Nowicki - Jolanta Mikulska |

| 17 kwietnia 2016 15:00 | Raport | Wisła Can-Pack Kraków 65 – 71 Ślęza Wrocław                     | Wisła Can-Pack Kraków 65 – 71 Ślęza Wrocław | Wisła Can-Pack Kraków 65 – 71 Ślęza Wrocław                                             |  | Kraków Sędziowie: - Adam Wierzman - Arnauld Kom Njilo - Karina Kamińska |
| 17 kwietnia 2016 15:00 | Raport | Rezultaty w kwartach: 14:9, 14:28, 14:20, 23:14                 |                                             |                                                                                         |  | Kraków Sędziowie: - Adam Wierzman - Arnauld Kom Njilo - Karina Kamińska |
| 17 kwietnia 2016 15:00 | Raport | Pkt: Yvonne Turner 20 Zb: Laura Nicholls 10 As: Yvonne Turner 7 |                                             | Pkt: Katarzyna Krężel, Egle Sulčiute 13 Zb: Agnieszka Kaczmarczyk 9 As: Sharnee Zoll 11 |  | Kraków Sędziowie: - Adam Wierzman - Arnauld Kom Njilo - Karina Kamińska |

| 20 kwietnia 2016 18:30 | Raport | Ślęza Wrocław 67 – 77 Wisła Can-Pack Kraków                 | Ślęza Wrocław 67 – 77 Wisła Can-Pack Kraków | Ślęza Wrocław 67 – 77 Wisła Can-Pack Kraków                                                          |  | Wrocław Sędziowie: - Bartosz Puzoń - Michał Chrakowiecki - Radosław Szagun |
| 20 kwietnia 2016 18:30 | Raport | Rezultaty w kwartach: 12:26, 14:17, 26:18, 15:16            |                                             | |  | Wrocław Sędziowie: - Bartosz Puzoń - Michał Chrakowiecki - Radosław Szagun |
| 20 kwietnia 2016 18:30 | Raport | Pkt: Sharnee Zoll 26 Zb: Egle Sulčiute 7 As: Sharnee Zoll 3 |                                             | Pkt: Justyna Żurowska-Cegielska 21 Zb: Denesha Stallworth 6 As: Cristina Ouviña, Magdalena Ziętara 3 |  | Wrocław Sędziowie: - Bartosz Puzoń - Michał Chrakowiecki - Radosław Szagun |

| 21 kwietnia 2016 18:30 | Raport | Ślęza Wrocław 62 – 56 Wisła Can-Pack Kraków                                        | Ślęza Wrocław 62 – 56 Wisła Can-Pack Kraków | Ślęza Wrocław 62 – 56 Wisła Can-Pack Kraków                          |  | Wrocław Sędziowie: - Tomasz Trawicki - Karina Pełka - Marcin Bieńkowski |
| 21 kwietnia 2016 18:30 | Raport | Rezultaty w kwartach: 12:13, 20:13, 17:14, 13:16                                   |                                             |                                                                      |  | Wrocław Sędziowie: - Tomasz Trawicki - Karina Pełka - Marcin Bieńkowski |
| 21 kwietnia 2016 18:30 | Raport | Pkt: Agnieszka Kaczmarczyk 16 Zb: Egle Sulčiute, Chay Shegog 8 As: Sharnee Zoll 11 |                                             | Pkt: Yvonne Turner 14 Zb: Denesha Stallworth 7 As: Cristina Ouviña 3 |  | Wrocław Sędziowie: - Tomasz Trawicki - Karina Pełka - Marcin Bieńkowski |

| 24 kwietnia 2016 18:30 | Raport | Wisła Can-Pack Kraków 70 – 44 Ślęza Wrocław                                               | Wisła Can-Pack Kraków 70 – 44 Ślęza Wrocław | Wisła Can-Pack Kraków 70 – 44 Ślęza Wrocław                                                              |  | Kraków Sędziowie: - Dariusz Zapolski - Robert Zieliński - Michał Sosin |
| 24 kwietnia 2016 18:30 | Raport | Rezultaty w kwartach: 21:16, 19:7, 12:9, 18:12                                            |                                             | |  | Kraków Sędziowie: - Dariusz Zapolski - Robert Zieliński - Michał Sosin |
| 24 kwietnia 2016 18:30 | Raport | Pkt: Yvonne Turner 20 Zb: Yvonne Turner, Justyna Żurowska-Cegielska 9 As: Yvonne Turner 6 |                                             | Pkt: Katarzyna Krężel, Agnieszka Śnieżek 10 Zb: Chay Shegog 10 As: Agnieszka Kaczmarczyk, Sharnee Zoll 2 |  | Kraków Sędziowie: - Dariusz Zapolski - Robert Zieliński - Michał Sosin |
| 24 kwietnia 2016 18:30 | Raport | Wisła Kraków wygrała serię 3:2 i awansowała do finału                                     |                                             | |  | Kraków Sędziowie: - Dariusz Zapolski - Robert Zieliński - Michał Sosin |

#### Mecz o 3. miejsce
| 30 kwietnia 2016 18:30 | Raport | Ślęza Wrocław 56 – 47 MKS Polkowice                             | Ślęza Wrocław 56 – 47 MKS Polkowice | Ślęza Wrocław 56 – 47 MKS Polkowice                          |  | Wrocław Sędziowie: - Wojciech Liszka - Łukasz Andrzejewski - Ewa Matuszewska |
| 30 kwietnia 2016 18:30 | Raport | Rezultaty w kwartach: 15:9, 10:18, 9:9, 22:11                   |                                     |                                                              |  | Wrocław Sędziowie: - Wojciech Liszka - Łukasz Andrzejewski - Ewa Matuszewska |
| 30 kwietnia 2016 18:30 | Raport | Pkt: Katarzyna Krężel 14 Zb: Egle Sulčiute 6 As: Sharnee Zoll 8 |                                     | Pkt: Nicole Michael 15 Zb: Nikki Greene 11 As: Yurena Diaz 2 |  | Wrocław Sędziowie: - Wojciech Liszka - Łukasz Andrzejewski - Ewa Matuszewska |

| 3 maja 2016 17:45 | Raport | MKS Polkowice 59 – 64 Ślęza Wrocław                             | MKS Polkowice 59 – 64 Ślęza Wrocław | MKS Polkowice 59 – 64 Ślęza Wrocław                                     |  | Polkowice Sędziowie: - Michał Proc - Karina Kamińska - Michał Sosin |
| 3 maja 2016 17:45 | Raport | Rezultaty w kwartach: 14:15, 13:14, 15:17, 17:18                |                                     |                                                                         |  | Polkowice Sędziowie: - Michał Proc - Karina Kamińska - Michał Sosin |
| 3 maja 2016 17:45 | Raport | Pkt: Agnieszka Skobel 16 Zb: Nikki Greene 12 As: Nikki Greene 4 |                                     | Pkt: Marissa Kastanek 20 Zb: Magdalena Leciejewska 7 As: Sharnee Zoll 7 |  | Polkowice Sędziowie: - Michał Proc - Karina Kamińska - Michał Sosin |
| 3 maja 2016 17:45 | Raport | Ślęza Wrocław wygrała w serii 2:0 i zajęła 3. miejsce.          |                                     |                                                                         |  | Polkowice Sędziowie: - Michał Proc - Karina Kamińska - Michał Sosin |

#### Finał
| 30 kwietnia 2016 18:00 | Raport | Artego Bydgoszcz 68 – 72 Wisła Can-Pack Kraków                 | Artego Bydgoszcz 68 – 72 Wisła Can-Pack Kraków | Artego Bydgoszcz 68 – 72 Wisła Can-Pack Kraków                                |  | Bydgoszcz Sędziowie: - Piotr Pastusiak - Mariusz Nawrocki - Bartosz Puzoń | TVP Sport |
| 30 kwietnia 2016 18:00 | Raport | Rezultaty w kwartach: 24:13, 17:22, 11:15, 16:22               |                                                |                                                                               |  | Bydgoszcz Sędziowie: - Piotr Pastusiak - Mariusz Nawrocki - Bartosz Puzoń | TVP Sport |
| 30 kwietnia 2016 18:00 | Raport | Pkt: Darxia Morris 22 Zb: Amisha Carter 14 As: Julie McBride 4 |                                                | Pkt: Cristina Ouviña 21 Zb: Laura Nicholls 7 As: Justyna Żurowska-Cegielska 5 |  | Bydgoszcz Sędziowie: - Piotr Pastusiak - Mariusz Nawrocki - Bartosz Puzoń | TVP Sport |

| 1 maja 2016 18:15 | Raport | Artego Bydgoszcz 50 – 52 Wisła Can-Pack Kraków                    | Artego Bydgoszcz 50 – 52 Wisła Can-Pack Kraków | Artego Bydgoszcz 50 – 52 Wisła Can-Pack Kraków                                    |  | Bydgoszcz Sędziowie: - Tomasz Trawicki - Tomasz Tomaszewski - Jakub Pietrzak | TVP Sport |
| 1 maja 2016 18:15 | Raport | Rezultaty w kwartach: 19:12, 8:16, 10:10, 13:14                   |                                                |                                                                                   |  | Bydgoszcz Sędziowie: - Tomasz Trawicki - Tomasz Tomaszewski - Jakub Pietrzak | TVP Sport |
| 1 maja 2016 18:15 | Raport | Pkt: Amisha Carter 20 Zb: Amisha Carter 11 As: trzy zawodniczki 2 |                                                | Pkt: Laura Nicholls 13 Zb: Laura Nicholls 11 As: Cristina Ouviña, Yvonne Turner 3 |  | Bydgoszcz Sędziowie: - Tomasz Trawicki - Tomasz Tomaszewski - Jakub Pietrzak | TVP Sport |

| 4 maja 2016 18:00 | Raport | Wisła Can-Pack Kraków 53 – 48 Artego Bydgoszcz                    | Wisła Can-Pack Kraków 53 – 48 Artego Bydgoszcz | Wisła Can-Pack Kraków 53 – 48 Artego Bydgoszcz                                   |  | Kraków Sędziowie: - Marek Maliszewski - Marcin Koralewski - Cezary Nowicki | TVP Sport |
| 4 maja 2016 18:00 | Raport | Rezultaty w kwartach: 12:16, 16:12, 14:7, 11:13                   |                                                |                                                                                  |  | Kraków Sędziowie: - Marek Maliszewski - Marcin Koralewski - Cezary Nowicki | TVP Sport |
| 4 maja 2016 18:00 | Raport | Pkt: Yvonne Turner 19 Zb: Laura Nicholls 12 As: Cristina Ouviña 6 |                                                | Pkt: Amisha Carter 13 Zb: Amisha Carter 14 As: Julie McBride, Elżbieta Międzik 2 |  | Kraków Sędziowie: - Marek Maliszewski - Marcin Koralewski - Cezary Nowicki | TVP Sport |
| 4 maja 2016 18:00 | Raport | Wisła wygrywa serię 3-0 i zostaje mistrzem Polski.                |                                                |                                                                                  |  | Kraków Sędziowie: - Marek Maliszewski - Marcin Koralewski - Cezary Nowicki | TVP Sport |

## Klasyfikacja końcowa
| Miejsce | Zespół                             | Uwagi            |
| ------- | ---------------------------------- | ---------------- |
| 1.      | Wisła Can-Pack Kraków              | Mistrz Polski    |
| 2.      | Artego Bydgoszcz                   |                  |
| 3.      | Ślęza Wrocław                      |                  |
| 4.      | MKS Polkowice                      |                  |
| 5.      | Basket 90 Gdynia                   |                  |
| 6.      | Pszczółka AZS UMCS Lublin          |                  |
| 7.      | Energa Toruń                       |                  |
| 8.      | JAS-FBG Zagłębie Sosnowiec         |                  |
| 9.      | Widzew Łódź                        |                  |
| 10.     | KSSSE AZS PWSZ Gorzów Wielkopolski |                  |
| 11.     | MKK Siedlce                        |                  |
| 12.     | JTC Pomarańczarnia MUKS Poznań     | Spadek do I ligi |